# Bryant McKinnie
Pour les articles homonymes, voir McKinnie.
(en) Statistiques sur pro-football-reference
Bryant Douglas McKinnie (né le 23 septembre 1979 à Woodbury) est un joueur américain de football américain.

## Enfance
McKinnie étudie à la Woodbury High School.

## Carrière

### Université
Il entre en 1997, il entre au Lackawanna College de Scranton en Pennsylvanie et reste deux ans avant de recevoir une offre de l'université de Miami. En 2001, lors de sa dernière année, il remporte le Outland Trophy et le Jim Parker Award.

### Professionnel
Bryant McKinnie est sélectionné au premier tour du draft de la NFL de 2002 par les Vikings du Minnesota au septième choix. Lors de sa première saison en NFL (rookie), il joue huit matchs dont sept comme titulaire avant de devenir un des offensive tackle titulaire. De 2003 à 2007, il ne rate aucun des quatre-vingt matchs des Cowboys comme titulaire. En 2009, il est sélectionné pour le Pro Bowl mais il n'y participe pas à cause d'entraînement et de séances photos.
En 2010, il sacke Brett Favre qui se blesse sur cette action, ce qui met un terme à sa série de 297 matchs consécutifs en saison régulière. Lors de l'été 2011, Minnesota place McKinnie dans une liste d'inactif sans pour motif de blessure. McKinnie se voit reprocher son poids et les Vikings demandent que Bryant maigrisse. Il commence à prendre des cours de tennis avec Venus Williams mais il abandonne trouvant cela trop fatigant.
Le 24 août 2011, il signe avec les Ravens de Baltimore et commence la saison 2011 comme titulaire. Néanmoins, lors de la saison 2012, son temps de jeu diminue mais joue l'ensemble des matchs des play-offs comme titulaire et remporte le Super Bowl XLVII avec Baltimore.

## Palmarès
- Sélection au Pro Bowl en 2009
- Jim Parker Award 2001
- Outland Trophy 2001